# Rohan Marley
Rohan Anthony Marley (Kingston, 19 maggio 1972) è un imprenditore ed ex giocatore di football americano giamaicano.

## Biografia
È figlio del cantante reggae Bob Marley e di Janet Hunt. È nato durante il matrimonio di suo padre con Rita ed è andato a vivere con lei dall'età di quattro anni. Dopo la morte del padre di cancro a Miami nel 1981 andò a vivere da Cedella Marley.
Nel 1991 si laurea al Miami Palmetto Senior High School. Giocò come linebacker nei Miami Hurricanes,squadra dell'università, a fianco di Dwayne Johnson, Warren Sapp e Ray Lewis. Passò poi nel football professionistico nella CFL con gli Ottawa Rough Riders (squadra oramai non più attiva)

## Carriera
Nel 2009 ha co-fondato Marley Coffee, una piantagione biologica di caffè e un'attività agricola "sostenibile" nelle Blue Mountains in Giamaica, anche se la maggior parte del caffè proveniente da Marley Coffee proviene dall'Etiopia. L'attività è gestita su una proprietà di 52 ettari nella parrocchia di Portland. Nel 2011, Marley Coffee è diventato pubblico sotto il nome Jammin Java Corp.
Nel gennaio 2012, ha annunciato una nuova gamma di cuffie ecologiche "House of Marley" al Consumer Electronics Show di Las Vegas.
Marley aiuta a organizzare l'organizzazione caritatevole della sua famiglia, 1Love, oltre che alla Tuff Gong Clothing Company
Ha fatto un'apparizione nel film documentario Motherland

## Vita privata
Il 18 marzo 1993, sposò la sua fidanzata dell'università Geraldine Khawly e hanno avuto due figli: Eden e Nico, diventato nel 2017, linebacker dei Washington Redskins.Nel 1996 incontrò la cantante Lauryn Hill e assieme ha avuto cinque figli : Zion David (agosto 1997), Selah Louise (settembre 1998), Joshua Omaru (2001), John Nesta (2003), e Sarah (2008). Si lasciano nel 2009 e Rohan Marley prende la custodia temporanea dei loro cinque figli mentre la Hill sconta una condanna a tre mesi per l'evasione fiscale nel 2013.
Per anni, Hill riferì a Marley come suo marito, ma non si sposarono mai. Il periodico statunitense Rolling Stone suggerì che Marley non avesse mai divorziato dalla Khawly. Tuttavia, nel 2011, Marley ha prodotto un decreto haitiano di divorzio che dimostra il divorzio dalla Khawly avvenuto nel 1996
Marley è stato impegnato brevemente con la supermodella Isabeli Fontana fino al 2013.